# Gaia Vuerich
Gaia Vuerich  (* 4. Juli 1991 in Cavalese) ist eine ehemalige italienische Skilangläuferin.

## Werdegang
Vuerich trat bis 2010 vorwiegend an Juniorenwettbewerben an. Ihr Weltcupdebüt hatte sie im Februar 2009 in Valdidentro, das sie mit dem 29. Platz im Sprint beendete und damit ihre ersten Weltcuppunkte holte. In der Saison 2010/2011 nahm sie am Skilanglauf-Alpencup teil. Dabei erreichte sie in St. Ulrich am Pillersee den dritten Platz im Sprint und belegte zum Saisonende den 25. Platz in der Gesamtwertung. Bei den nordischen Skiweltmeisterschaften 2011 in Oslo belegte sie den 35. Platz im Sprint. 2013 wurde sie italienische Meisterin im Sprintrennen. In der 2013/14 erreichte sie im zwei Sprintwettbewerben den vierten Platz, ihre bisher besten Weltcupergebnisse. Bei den Olympischen Winterspielen 2014 in Sotschi erreichte den 13. Platz im Teamsprint und den siebten Platz im Sprint. Die Weltcupsaison beendete sie auf den 27. Platz in der Gesamtwertung und den neunten Platz in der Sprintwertung. Im September 2014 holte sie im Rollerski-Weltcup im Val di Fiemme zusammen mit Giulia Stürz im Teamsprint ihren ersten Sieg. Bei den nordischen Skiweltmeisterschaften 2015 in Falun errang sie den 33. Platz im Sprint und den 11. Platz im Teamsprint. Im September 2015 gewann sie bei den Rollerski-Weltmeisterschaften im Val di Fiemme im Teamsprint zusammen mit Giulia Stürz die Silbermedaille. In der Saison 2015/16 kam sie im Weltcup fünfmal in die Punkteränge. Ihre beste Platzierung dabei war der sechste Platz im Sprint in Planica. Im Januar 2016 errang sie beim Alpencup in Planica den zweiten Platz im Sprint. Bei den nordischen Skiweltmeisterschaften 2017 in Lahti belegte sie den 15. Platz im Sprint. Im Februar 2018 lief sie bei den Olympischen Winterspielen in Pyeongchang auf den 21. Platz im Sprint und auf den 15. Rang zusammen mit Elisa Brocard im Teamsprint.

## Teilnahmen an Weltmeisterschaften und Olympischen Winterspielen

### Olympische Spiele
- 2014 Sotschi: 7. Platz Sprint Freistil, 12. Platz Teamsprint klassisch
- 2018 Pyeongchang: 15. Platz Teamsprint Freistil, 21. Platz Sprint klassisch

### Nordische Skiweltmeisterschaften
- 2011 Oslo: 35. Platz Sprint Freistil
- 2013 Val di Fiemme: 43. Platz Sprint klassisch
- 2015 Falun: 11. Platz Teamsprint Freistil, 33. Platz Sprint klassisch
- 2017 Lahti: 15. Platz Sprint Freistil

## Platzierungen im Weltcup

### Weltcup-Statistik
Die Tabelle zeigt die erreichten Platzierungen im Einzelnen.
- 1.–3. Platz: Anzahl der Podiumsplatzierungen
- Top 10: Anzahl der Platzierungen unter den ersten zehn
- Punkteränge: Anzahl der Platzierungen innerhalb der Punkteränge
- Starts: Anzahl gelaufener Rennen in der jeweiligen Disziplin
- Hinweis: Bei den Distanzrennen erfolgt die Einordnung gemäß FIS.

| Platzierung         | Distanzrennen a | Distanzrennen a | Distanzrennen a | Distanzrennen a | Distanzrennen a | Skiathlon Verfolgung | Sprint | Etappen- rennen b | Gesamt | Team c | Team c  |
| Platzierung         | ≤ 5 km          | ≤ 10 km         | ≤ 15 km         | ≤ 30 km         | > 30 km         | Skiathlon Verfolgung | Sprint | Etappen- rennen b | Gesamt | Sprint | Staffel |
| ------------------- | --------------- | --------------- | --------------- | --------------- | --------------- | -------------------- | ------ | ----------------- | ------ | ------ | ------- |
| 1. Platz            |                 |                 |                 |                 |                 |                      |        |                   |        |        |         |
| 2. Platz            |                 |                 |                 |                 |                 |                      |        |                   |        |        |         |
| 3. Platz            |                 |                 |                 |                 |                 |                      |        |                   |        |        |         |
| Top 10              |                 |                 |                 |                 |                 |                      | 10     |                   | 10     | 3      |         |
| Punkteränge         |                 |                 |                 |                 |                 |                      | 38     |                   | 38     | 11     |         |
| Starts              | 4               | 1               |                 |                 |                 | 3                    | 65     |                   | 73     | 11     |         |
| Stand: Karriereende |                 |                 |                 |                 |                 |                      |        |                   |        |        |         |

### Weltcup-Gesamtplatzierungen
| Saison  | Gesamt | Gesamt | Sprint | Sprint |
| Saison  | Punkte | Platz  | Punkte | Platz  |
| ------- | ------ | ------ | ------ | ------ |
| 2008/09 | 2      | 128.   | 2      | 88.    |
| 2009/10 | 14     | 99.    | 14     | 70.    |
| 2010/11 | 5      | 113.   | 5      | 78.    |
| 2011/12 | 61     | 59.    | 61     | 36.    |
| 2012/13 | 28     | 85.    | 28     | 50.    |
| 2013/14 | 234    | 27.    | 234    | 9.     |
| 2014/15 | 74     | 62.    | 74     | 29.    |
| 2015/16 | 65     | 52.    | 65     | 33.    |
| 2016/17 | 66     | 62.    | 66     | 30.    |
| 2017/18 | 56     | 64.    | 56     | 35.    |